# Егъл
Ѐгъл (на френски: Aigle, в буквален превод Орел) е курортен град в Югозападна Швейцария, кантон Во. Главен административен център на едноименния окръг Егъл. Разположен е около река Рона на 10 km на югоизток от Монтрьо. Първите сведения за града като населено място датират от 1150 г. Има жп гара. Населението му е 8144 души по данни от преброяването през 2007 г.

## Известни личности
Родени в Егъл
- Себастиен Буеми (р. 1988), автомобилен състезател
- Жак Дюбоше (р. 1942), биофизик

## Побратимени градове
- Тюбинген, Германия